# مارکیا

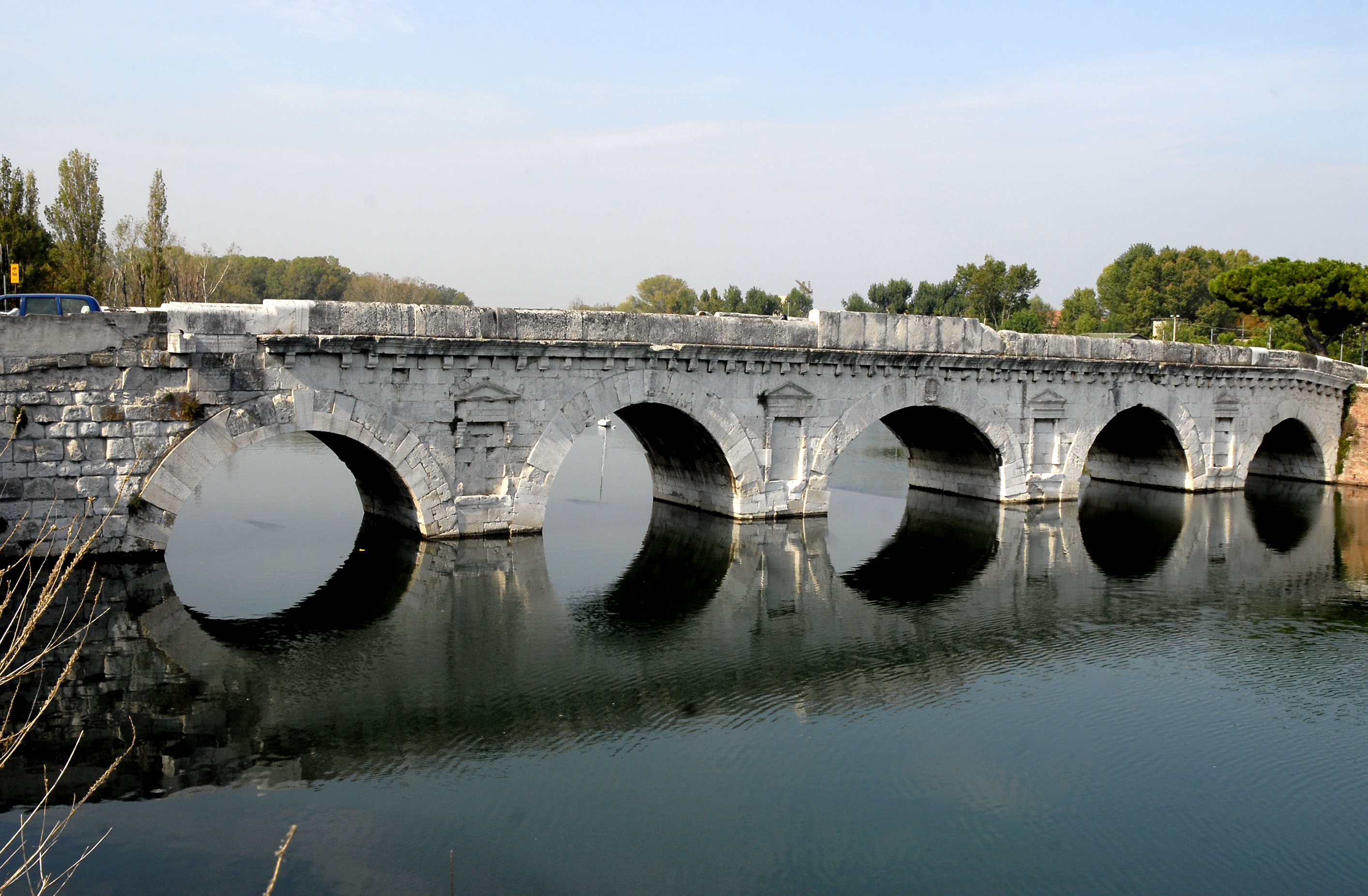
پل تیبریوس بر روی رود مارکیا

مارِکیا (به ایتالیایی: Marecchia با تلفظ [maˈɾek:i̯a]) رودخانه‌ای به‌طول ۷۰ کیلومتر واقع در شرق ایتالیاست. این رودخانه در دوران باستان آریمینوس نامیده می‌شد که برگرفته از واژهٔ یونانی آریمینوُس (به یونانی: Αριμινος) و درعین حال نام باستانی ریمینی بود. رود مارکیا از شرق پیه‌وو سانتو استفانو و جنوب غربی بادیا تدالدا در استان آرتزو در توسکانی سرچشمه می‌گیرد و با جریان‌یافتن به سمت شمال شرقی وارد استان پزارو و اوربینو در مارکه می‌شود. این رودخانه سپس با گذشتن از نووافلتریا وارد استان ریمینی در ناحیهٔ امیلیا رومانا می‌شود. سپس در تورلو تا ۱ کیلومتری غرب منطقهٔ سامارینی آکواویوا جریان یافته و رود سن مارینو نیز به آن می‌پیوندد. رود مارکیا سرانجام با گذشتن از وروکیو در نزدیکی ریمینی به دریای آدریاتیک می‌ریزد.